# Unabhängigkeitserklärung von Mecklenburg

Das Datum der Mecklenburg Declaration, der 20. Mai 1775, ist Bestandteil der Flagge North Carolinas

Die Mecklenburg Declaration of Independence ist angeblich die erste Unabhängigkeitserklärung, die während des Amerikanischen Unabhängigkeitskrieges in den Dreizehn Kolonien entstand. Sie wurde angeblich am 20. Mai 1775 in Charlotte in North Carolina von einem Bürgerkomitee aus Mecklenburg County unterzeichnet. Nachdem sie von der Schlacht von Lexington erfahren hatten, erklärten die Bürger damit ihre Unabhängigkeit von der britischen Krone. Vorausgesetzt, dass die Mecklenburg Declaration existiert hat, wäre diese die erste Unabhängigkeitserklärung der Vereinigten Staaten und über ein Jahr vor der United States Declaration of Independence entstanden. Die Authentizität der Mecklenburg Declaration ist seit ihrer ersten Veröffentlichung im Jahre 1819, 44 Jahre nach ihrer vorgeblichen Niederschrift, umstritten. Es gibt keinen konkreten Nachweis für die Existenz der Urkunde und keine Reaktionen in der zeitgenössischen Presse von 1775, die auf eine solche Erklärung hinweisen.

## Geschichte
Viele Historiker gehen davon aus, dass es sich bei der Mecklenburg Declaration of Independence um eine fehlerhafte Übertragung eines tatsächlich existierenden Dokuments handelt, das als Mecklenburg Resolves bezeichnet wird. Die am 31. Mai 1775 unterzeichneten Mecklenburg Resolves waren eine Reihe radikaler Beschlüsse, die einer tatsächlichen Erklärung der Unabhängigkeit bereits sehr nahe kamen. Obwohl sie in den Zeitschriften des Jahres 1775 publiziert wurden, ging der Text der Mecklenburg Resolves nach der Amerikanischen Revolution verloren und wurde erst im Jahre 1838 wiederentdeckt. Geschichtswissenschaftler gehen davon aus, dass die Mecklenburg Declaration um 1800 verfasst wurde und einen Versuch darstellt, den Text der Mecklenburg Resolves aus der Erinnerung zu rekonstruieren. Nach dieser Theorie glaubte der Autor der Mecklenburg Declaration irrtümlich, dass es sich bei den Resolves um eine tatsächliche Unabhängigkeitserklärung handelte und verfasste seine Nachschrift in einer Sprachform, die auch bei der Erstellung der amerikanischen Unabhängigkeitserklärung verwendet wurde. Diejenigen, die an die Echtheit der Mecklenburg Declaration glauben, gehen davon aus, dass beide Dokumente authentisch sind.
Eine frühere Regierung North Carolinas war überzeugt von der Existenz der Mecklenburg Declaration und bestand darauf, dass die North Carolinier die ersten Amerikaner waren, die ihre Unabhängigkeit von den Briten erklärten. Als Folge dieser Überzeugung erinnern sowohl die Flagge wie auch das Siegel North Carolinas mit dem Datum der Erklärung an das Ereignis. Der 20. Mai, der "Meck Dec Day" wird in North Carolina als Feiertag betrachtet, auch wenn er nicht zu den offiziellen staatlichen Feiertagen gerechnet wird und nicht mehr dieselbe Aufmerksamkeit erhält wie zu früheren Zeiten.

## Erste Veröffentlichung
Die Mecklenburg Declaration of Independence wurde erstmals von Joseph McKnitt Alexander in der Raleigh Register and North Carolina Gazette am 30. April 1819 im veröffentlicht. In dem Vorwort zu dem Artikel schrieb der Herausgeber der Zeitung: „Es ist vermutlich nicht vielen unseren Lesern bekannt, dass die Bürger des Mecklenburg County ihre Unabhängigkeit ein Jahr vor der Unabhängigkeitserklärung des Kongresses erklärten.“
Laut Alexander war sein Vater, John McKnitt Alexander, der Schriftführer während eines Treffens in Charlotte am 19. Mai 1775. Jede Abteilung der Milizen in Mecklenburg County hatte zwei Vertreter zu dieser Versammlung entsandt. Dort sollte diskutiert werden, wie mit dem anhaltenden Konflikt zwischen dem britischen Empire und den Dreizehn Kolonien umgegangen werden sollte. Die Spannungen zwischen den Kolonien und der britischen Krone hatten mit der Boston Tea Party im Dezember 1773 einen Höhepunkt erreicht, der von den 1774 durch das britische Parlament erlassenen Intolerable Acts (engl. für Unerträgliche Gesetze) gefolgt wurde. Während dieses Treffens in Mecklenburg County traf die Nachricht von der Schlacht von Lexington ein, die einen Monat früher in Massachusetts stattgefunden hatte. Außer sich vor Empörung, hätten die Delegierten laut Alexander die folgenden Resolutionen gegen 2.00 Uhr morgens am 20. Mai erlassen:
1. Resolved, That whosoever directly or indirectly abetted, or in any way, form, or manner, countenanced the uncharted and dangerous invasion of our rights, as claimed by Great Britain, is an enemy to this County, to America, and to the inherent and inalienable rights of man.
2. Resolved, That we the citizens of Mecklenburg County, do hereby dissolve the political bands which have connected us to the Mother Country, and hereby absolve ourselves from all allegiance to the British Crown, and abjure all political connection, contract, or association, with that Nation, who have wantonly trampled on our rights and liberties and inhumanly shed the innocent blood of American patriots at Lexington.
3. Resolved, That we do hereby declare ourselves a free and independent people, are, and of right ought to be, a sovereign and self-governing Association, under the control of no power other than that of our God and the General Government of the Congress; to the maintenance of which independence, we solemnly pledge to each other, our mutual cooperation, our lives, our fortunes, and our most sacred honor.
4. Resolved, That as we now acknowledge the existence and control of no law or legal officer, civil or military, within this County, we do hereby ordain and adopt, as a rule of life, all, each and every of our former laws – where, nevertheless, the Crown of Great Britain never can be considered as holding rights, privileges, immunities, or authority therein.
5. Resolved, That it is also further decreed, that all, each and every military officer in this County, is hereby reinstated to his former command and authority, he acting conformably to these regulations, and that every member present of this delegation shall henceforth be a civil officer, viz. a Justice of the Peace, in the character of a 'Committee-man,' to issue process, hear and determine all matters of controversy, according to said adopted laws, and to preserve peace, and union, and harmony, in said County, and to use every exertion to spread the love of country and fire of freedom throughout America, until a more general and organized government be established in this province.

Nach Alexanders Artikel wurde Captain James Jack aus Charlotte einige Tage später mit einer Kopie der Erklärung zum Kontinentalkongress entsandt. Er führte außerdem einen Brief an die Kongressabgeordneten North Carolinas mit sich, in denen diese aufgefordert wurden, die Beschlüsse durch den Kongress ratifizieren zu lassen. Die Abgeordneten aus North Carolina, namentlich Richard Caswell, William Hooper und Joseph Hewes unterstützten zwar die Beschlüsse, teilten Jack jedoch mit, dass es verfrüht wäre eine Unabhängigkeitserklärung im Kongress zu debattieren.
Obwohl die Originaldokumente laut Alexander im Jahre 1800 bei einem Brand zerstört wurden, gab er an, dass er die Beschlüsse von einer originalgetreuen Kopie übertragen hatte, die ihm von seinem verstorbenen Vater hinterlassen wurden.

## Jeffersons Zweifel
„Either these resolutions are a plagiarism from Mr. Jefferson’s Declaration of Independence, or Mr. Jefferson’s Declaration of Independence is a plagiarism from those resolutions.“

Der 1819 erschienene Artikel über die Mecklenburger Unabhängigkeitserklärung wurde in vielen weiteren Zeitungen in den Vereinigten Staaten veröffentlicht. Obwohl die Mecklenburg Declaration angeblich ein Jahr vor der 1776 erschienenen amerikanischen Unabhängigkeitserklärung verfasst wurde, erkannten die Leser sofort, dass die beiden Erklärungen sehr ähnliche Redewendungen enthielten. Besonders auffällig waren die Formulierungen: „dissolve the political bands which have connected“, „absolve ourselves from all allegiance to the British Crown“ „are, and of right ought to be“ und „pledge to each other, our mutual cooperation, our lives, our fortunes, and our most sacred honor“. Es folgte die naheliegende Frage nach dem Ursprung der amerikanischen Unabhängigkeitserklärung: Hatte Thomas Jefferson, der maßgebliche Autor der American Declaration of Independence, die Mecklenburg Declaration als Quelle verwendet?

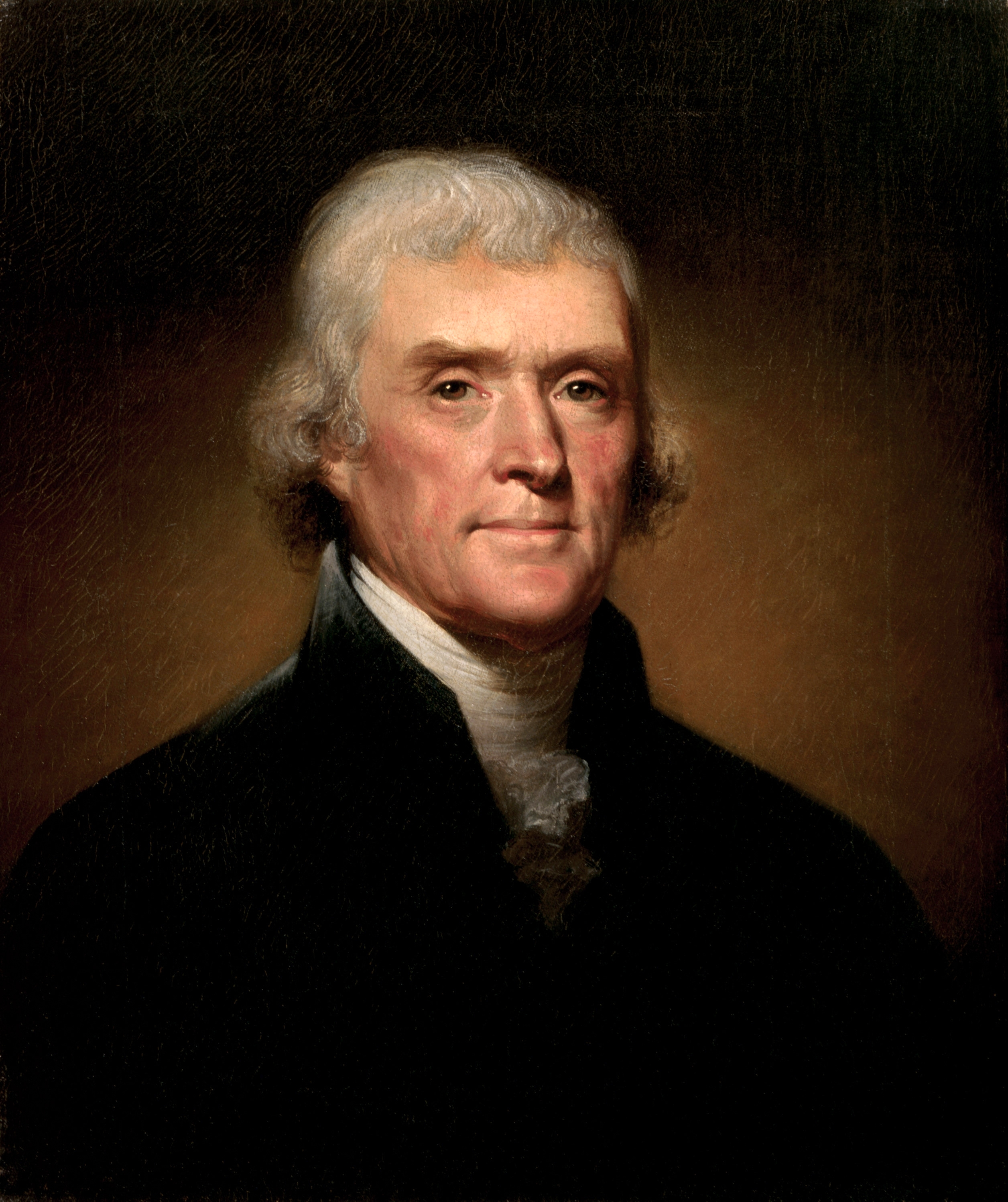
Thomas Jefferson, maßgeblicher Autor der amerikanischen Unabhängigkeitserklärung

John Adams, wie Jefferson zum Zeitpunkt des Erscheinen der Mecklenburg Declaration im Jahre 1819 bereits im Ruhestand, glaubte an die Echtheit der Erklärung. Als er den Artikel Alexanders in einer Tageszeitung in Massachusetts entdeckte, war er erstaunt, dass er nie zuvor von einer solchen Erklärung gehört hatte. Nach einem Brief, den er einem Freund schickte, ging er davon aus, dass Jefferson den Geist, den Sinn und die Ausdrücke der Erklärung wörtlich in die Unabhängigkeitserklärung vom 4. Juli 1776 übernommen hatte. Adams, der eine wichtige Rolle dabei gespielt hatte, den Kontinentalkongress von der Abgabe einer Unabhängigkeitserklärung zu überzeugen, nahm Jefferson übel, dass er den größten Teil des Ruhms für die Erklärung erhielt, obwohl er diese von einem später wiederentdeckten Dokument abgeschrieben hatte. Er soll sich im privaten Rahmen über das Wiederauftauchen der Mecklenburg Declaration gefreut haben, da diese Jeffersons Anspruch auf Originalität und seine Vorrangstellung untergrub. Er schickte Jefferson eine Kopie des Artikels, um zu sehen, wie dieser darauf reagierte.
Jefferson antwortete, dass er, genau wie Adams, keine Kenntnis von dem Dokument gehabt habe. Er fand es seltsam, dass die Geschichtsschreiber der Amerikanischen Revolution diese Erklärung nicht erwähnt hatten, auch die Historiker aus North Carolina und dem nahe gelegenen Virginia hatten dieses Dokument nie erwähnt. Ihm erschien es verdächtig, dass die Originale in einem Brand zerstört wurden und die meisten Augenzeugen bereits verstorben seien. Jefferson schrieb, dass er weder die Existenz noch die Nichtexistenz des Dokuments nachweisen könne und daher bis zu einem eindeutigen Beweis von einer Fälschung ausgehe.
Adams schrieb in seiner Antwort auf Jeffersons Brief, dass seine Argumente ihn vollständig davon überzeugt hätte, dass die Mecklenburg Declaration erdichtet seien. Adams leitete Jeffersons Brief an den Herausgeber einer Zeitung in Massachusetts weiter, der diese Zweifel an der Mecklenburg Declaration veröffentlichte, ohne jedoch Adams oder Jefferson namentlich zu erwähnen. Als Reaktion auf die geäußerte Skepsis sammelten der Senator North Carolinas Nathaniel Macon gemeinsam mit anderen Augenzeugenberichte der in Alexanders Artikel geschilderten Ereignisses. Die inzwischen gealterten Zeugen stimmten in ihren Aussagen zwar nicht in jedem Detail überein, aber insgesamt bestätigten sie, dass die Mecklenburg Declaration in Charlotte öffentlich verlesen wurde, waren sich aber hinsichtlich des Datums nicht mehr sicher. Die wichtigste Aussage stammte von dem zu diesem Zeitpunkt 88-jährigen Captain James Jack, der bestätigte, dass er die im Mai 1775 verfasste Unabhängigkeitserklärung an den Kontinentalkongress überbracht hatte. Damit war für viele der notwendige Beweis für die Existenz der Mecklenburg Declaration erbracht.

## Angebliche Unterzeichner
Nachdem die Mecklenburg Declaration erstmals 1819 veröffentlicht wurde, stellten die Unterstützer eine Liste der Männer zusammen, von denen sie glaubten, dass sie die Erklärung unterzeichnet hatten. William Polk, dessen Vater Thomas Polk der vorgeblich die Erklärung verlesen hatte, fügte der Liste 15 Namen hinzu, die zu dieser Zeit unter den Delegierten waren. Andere Zeugen brachten weitere Namen bei. Ein von der Regierung North Carolinas im Jahre 1831 veröffentlichtes Pamphlet listete insgesamt die Namen von 26 Delegierten auf, die angaben die Erklärung unterzeichnet zu haben:
1.  Abraham Alexander
2.  Adam Alexander
3.  Charles Alexander
4.  Ezra Alexander
5.  Hezekiah Alexander
6.  John McKnitt Alexander
7.  Waightstill Avery
8.  Rev. Hezekiah J. Balch
9.  Richard Barry
10.  Ephraim Brevard
11.  John Davidson
12.  Henry Downs
13.  John Flenneken
14.  John Foard
15.  William Graham
16.  James Harris
17.  Richard (oder Robert) Harris
18.  Robert Irwin
19.  William Kennon
20.  Matthew McClure
21.  Neil Morrison
22.  Duncan Ochiltree
23.  Benjamin Patton
24.  John Phifer
25.  Thomas Polk
26.  John Queary
27.  David Reese
28.  Zacheus Wilson, Sr.
Spätere Historiker betonten, dass die Geschichte der Unterzeichnung im Jahre 1775 keinesfalls vor dem Jahre 1819 entstanden sein konnte. Es gibt keine zeitgenössische Quelle für eine solche Unterzeichnung, auch John McKnitt Alexander erwähnte nie ein solches Ereignis in seinen Unterlagen. Soweit bekannt hat auch keiner der als Unterzeichner Aufgezählten je angegeben eine solche Erklärung unterschrieben zu haben. Wie auch viele der frühen Befürworter der Authentizität der Mecklenburg Declaration waren die meisten der angeblichen Unterzeichner schottisch-irische Presbyterianer. Etliche der vermeintlichen Unterzeichner waren miteinander verwandt, ihre Nachfahren gehörten zu den erbittertsten Verteidigern der Erklärung.
Die Augenzeugen, die Aussagen zu der Versammlung im Jahre 1775 machten, waren sich nicht einig über die Aufgaben, die einzelnen Teilnehmer erfüllt hatten. John McKnitt Alexander gab an der Schriftführer des Treffens gewesen zu sein, andere erinnerten sich jedoch daran, dass Ephraim Brevard die Aufzeichnungen gemacht hatte. Alexander schrieb, dass sein Verwandter Adam Alexander die Versammlung einberufen hatte, aber William Polk und andere Augenzeugen sagten aus, dass die Zusammenkunft von Thomas Polk initiiert wurde. Abraham Alexander soll bei der Versammlung den Vorsitz geführt haben.

## Feiern und Kontroversen
In North Carolina und im Nachbarstaat Tennessee, der aus dem frühen kolonialen Carolina entstanden ist, begannen die Menschen nach 1819 Stolz auf die bislang unveröffentlichte Mecklenburger Unabhängigkeitserklärung zu entwickeln. Zuvor hatten die Staaten Virginia und Massachusetts den Löwenanteil der Anerkennung dafür erhalten die Vereinigten Staaten in die Unabhängigkeit von der britischen Krone geführt zu haben. Die Mecklenburg Declaration of Independence wertete die Rolle North Carolinas für die amerikanische Unabhängigkeit deutlich auf, die bereits durch die Halifax Resolves aus dem April 1776 überdurchschnittlich bedeutsam war. Die erste Feier zum Jahrestag der angenommenen Entstehung der Mecklenburg Declaration fand in Charlotte am 20. Mai 1825 statt.
Viele Bewohner North Carolinas fühlten sich bei der posthumen Veröffentlichung der Briefe Jeffersons im Jahre 1829 angegriffen und in ihrem Stolz verletzt. Nicht nur hatte Jefferson, der aus Virginia stammte, die Authentizität der Mecklenburger Unabhängigkeitserklärung in Zweifel gezogen, er hatte zudem auch sehr undiplomatisch einen der Unterzeichner der amerikanischen Unabhängigkeitserklärung aus North Carolina, William Hooper als „Tory“ bezeichnet. Jefferson verwendete den Ausdruck zwar nicht um anzudeuten, dass Hooper gegenüber der Britischen Krone loyal war, sondern wollte ausdrücken, dass sich Hooper hinsichtlich seiner Einstellung zu Unabhängigkeitserklärung konservativ gezeigt hatte, die North Carolinier empfanden das jedoch als einen Affront gegen einen der von ihnen verehrten Patrioten.
Die Regierung North Carolinas reagierte 1831 auf den Brief Jeffersons mit einer offiziellen Verlautbarung, in der die bereits zuvor veröffentlichten Zeugenaussagen und weitere unveröffentlichte Augenzeugenberichte zur Unterstützung der Glaubwürdigkeit der Mecklenburg Declaration aufgeführt wurden. Diesem Pamphlet folgte ein 1834 erschienenes Buch eines der führenden Historiker North Carolinas Joseph Seawell Jones: A Defence of the Revolutionary History of the State of North Carolina from the Aspersions of Mr. Jefferson. Jones verteidigte darin die patriotischen Haltung William Hooper und beschuldigte Jefferson neidisch auf das kleine Mecklenburg County gewesen zu sein, dass seine Unabhängigkeit zu einem Zeitpunkt erklärt hatte, als Jefferson, der „Weise von Monticello“ immer noch auf eine gütliche Einigung mit den Briten hoffte. Am 20. Mai 1835 versammelten sich mehr als 5000 Menschen in Charlotte um die Mecklenburg Declaration zu feiern. Bei den vielen zu Ehren der "ersten" Erklärung der amerikanischen Unabhängigkeit geäußerten Trinksprüche würde Jefferson mit keinem weiteren Wort erwähnt.

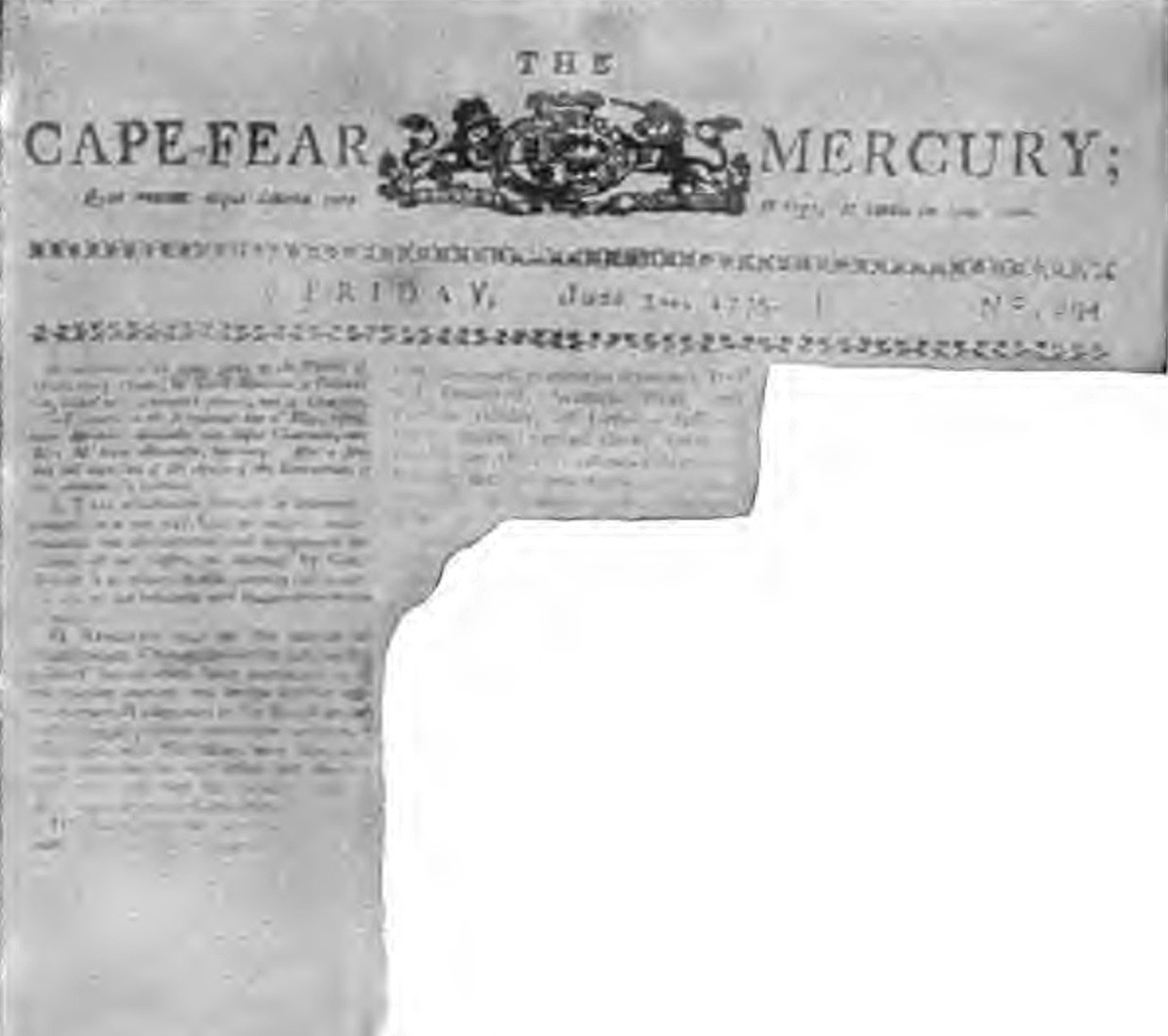
Eine gefälschte Wiederherstellung einer Seite des Cape Fear Mercury vom 3. Juni 1775, die angeblich eine Veröffentlichung der Mecklenburg Declaration of Independence darstellt. Nach seiner Veröffentlichung im Collier’s Magazine im Jahre 1905 wurde der Betrug schnell aufgedeckt.

Jeffersons erster Biograph, George Tucker übernahm 1837 die Verteidigung des ehemaligen Präsidenten. In seinem Buch The Life of Thomas Jefferson behauptete Tucker, dass die von Jefferson verfasste Declaration of Independence in betrügerischer Absicht in die Mecklenburger Erklärung interpoliert wurde. Ein Autor aus North Carolina, der anglikanische Geistliche Francis L. Hawks, der Jefferson als Ungläubigen betrachtete, antwortete auf diese Aussage, mit der Behauptung Jefferson hätte stattdessen die Mecklenburg Declaration plagiiert. Hawks Haltung wurde offensichtlich durch die Entdeckung einer Proklamation des letzten königlichen Gouverneurs von North Carolina Josiah Martin gestützt, die allem Anschein nach die Echtheit der Mecklenburg Declaration bestätigte. Im August 1775 schrieb Governor Martin er habe „die schändliche Veröffentlichung im Cape Fear Mercury gesehen, Beschlüsse, die von einer Gruppe Menschen verfasst seien, die sich selbst zum Komitee des Mecklenburg County stilisierten und in verräterischer Absicht die vollständige Auflösung von Recht, Regierung und Verfassung erklärten, sowie ein System von Regeln und Bestimmungen erließ, das den Gesetzen zuwider laufe und umstürzlerisch gegen die Regierung der Krone sei.“
Endlich schien der zeitgenössische Beweis der radikalen Beschlüsse erbracht, die 1775 in Mecklenburg County angenommen wurden. Die Ausgabe des Cape Fear Mercury, auf die sich der Gouverneur bezog, konnte jedoch bisher nicht gefunden werden. Während des gesamten 19. Jahrhunderts hofften die Verteidiger der Mecklenburg Declaration, dass die fehlende Ausgabe noch auftauchen würde und die Echtheit bestätigen würde. Im Jahre 1905 veröffentlichte das Collier’s Magazine einen Ausschnitt der fehlenden Zeitung, aber sowohl die Befürworter als auch die Gegner waren sich darüber einig, dass es sich um eine Fälschung handelte. Später wurde bestätigt, dass das „verräterische Dokument“ auf das sich Martin bezogen hatte, nicht die Mecklenburger Erklärung war, sondern es sich um die radikalen Forderungen der Mecklenburg Resolves handelte.

## Richtungsänderung der Debatte
Die Frage um die Authentizität der Mecklenburg Erklärung veränderte sich, als der Archivar Peter Force im Jahre 1838 während seiner Durchsicht der Zeitungen aus dem Jahre 1775 eine abgekürzte Aufzählung von Beschlüssen entdeckte, die am 31. Mai 1775 in Mecklenburg gefasst wurden. Diese unterschieden sich von der Mecklenburg Declaration des 20. Mai und wurden als Mecklenburg Resolves bezeichnet. 1847 wurde schließlich der vollständige Text dieser Beschlüsse wiederentdeckt, die im Juni 1775 in einer Zeitung aus South Carolina publiziert worden waren. Anders als bei der im Raleigh Register erschienenen Mecklenburger Unabhängigkeitserklärung, unterschied sich die Sprache der Mecklenburg Resolves den bei der amerikanischen Unabhängigkeitserklärung verwendeten Redewendungen Jeffersons auch wenn die Beschlüsse selbst einer tatsächlichen Unabhängigkeitserklärung sehr nahe kamen. Die Mecklenburg Resolves ähnelten anderen, ebenfalls radikalen Beschlüssen, die in den Jahren 1774 und 1775 in den Kolonien gefasst wurden.
Mit dieser Entdeckung änderte sich die Debatte um die Authentizität der Mecklenburg Declaration grundlegend. Der Fokus der Diskussion verschob sich von dem Misstrauen gegenüber Jefferson hin zu der Frage, wie zwei so unterschiedliche Dokumente innerhalb von nur 11 Tagen in Charlotte entstehen konnten. Wie war es möglich, dass die Bürger Mecklenburg Countys am 20. Mai eine ihre Unabhängigkeit erklärten und sich nur wenige Tage später, am 31. Mai erneut versammelten um neue und weniger radikale Beschlüsse zu fassen? Für diejenigen, die an der Authentizität der Mecklenburg Deklaration zweifelten, war die Antwort eindeutig: Die Unabhängigkeitserklärung war eine falsch datierte und wiedergegebene Neuschreibung der ursprünglichen Mecklenburg Resolves. Die Unterstützer der Mecklenburg Declaration hingegen gingen davon aus, dass es sich um zwei echte Dokumente handelte, die verschiedenen Zwecken dienten.

### Argumente gegen die Authentizität
Das Argument, dass die Mecklenburg Declaration eine fehlerhafte Version der Mecklenburg Resolves sei, wurde 1853 erstmals von dem Professor Charles Phillips aufgestellt, der an der University of North Carolina at Chapel Hill. unterrichtete. In einem vielbeachteten Artikel im North Carolina University Magazine ging Phillips davon aus, dass John McKnitt Alexander zugegeben hatte, den Text der Mecklenburg Declaration aus dem Gedächtnis im Jahre 1800 aufgezeichnet zu haben. 1906 erschien eine wissenschaftliche Abhandlung von William Henry Hoyt, die in den Augen zeitgenössischer Historiker schlüssig nachwies, dass es die Mecklenburger Unabhängigkeitserklärung nie gegeben hatte. Er argumentierte, dass die ursprünglichen Dokumente der Mecklenburg Resolves im Jahre 1800 in einem Brand vernichtet wurden und John McKnitt Alexander versucht hatte, diese aus seiner Erinnerung heraus zu rekonstruieren. Er machte zu diesem Zweck einige Notizen, für die als gesichert gilt, dass sie erst nach dem Feuer im Jahre 1800 verfasst wurden. Wie viele seiner Zeitgenossen ging Alexander davon aus, dass die radikalen Mecklenburg Resolves tatsächlich eine Unabhängigkeitserklärung darstellten. Diese Annahme verleitete Alexander oder einen anderen unbekannten Autoren zu der Entscheidung die Redewendungen aus der bekannten Jeffersonschen Erklärung zu verwenden, als die Mecklenburger Erklärung den Notizen folgend nachempfunden wurden. Die elf Tage, die zwischen den beiden Dokumenten lagen, können durch die Verwendung unterschiedlicher Zeitrechnungen und der Differenz zwischen gregorianischem und julianischem Kalender erklärt werden.
Diesem Argument folgend, konnten sich die zum Zeitpunkt der Befragung bereits gealterten Zeugen naturgemäß nicht mehr an die einzelnen Worte der Erklärung erinnern, die sie vor 50 Jahren gehört hatten und sich auch nicht an das genaue Datum der öffentlichen Verlesung erinnern. Die Augenzeugen wurden durch die Behauptung irregeführt, dass es sich bei der 1819 veröffentlichten Erklärung um eine originalgetreue Kopie der ursprünglichen Beschlüsse gehandelt habe. Nachdem die Beschlüsse sich sehr radikal lasen und die britische Autorität in Mecklenburg ebenfalls 1775 beendet wurde, glaubten die Zeugen, dass es sich tatsächlich um eine Unabhängigkeitserklärung gehandelt habe. Die Zeugen sagten ohne jeden Zweifel die Wahrheit hinsichtlich ihrer Erinnerung an den Mai 1775, allerdings wurden die Fragen an die Zeugen suggestiv gestellt und die Antworten passten zu den verlorenen Mecklenburg Resolves. Unglücklicherweise waren zum Zeitpunkt der Wiederentdeckung der Beschlüsse bereits alle Augenzeugen bereits verstorben, so dass sie nicht zu der Existenz zweier verschiedener Versionen der Beschlüsse befragt werden konnten.

### Argumente für die Authentizität

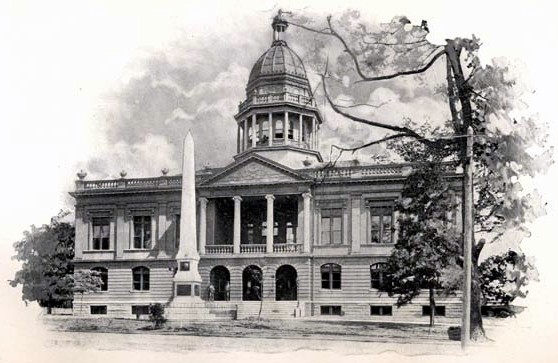
1898 wurde dieses Denkmal vor dem Gerichtsgebäude Mecklenburg Countys zu Ehren der Unterzeichner der Mecklenburger Declaration errichtet. Das Gebäude selbst existiert nicht mehr, das Denkmal befindet sich heute hinter einem anderen alten Gerichtsgebäude.

Die Befürworter der Mecklenburg Declaration argumentierten, das sowohl die Erklärung wie auch die Beschlüsse authentisch seien. Das Argument im 20. Jahrhundert von Archibald Henderson formuliert. Der Professor an der University of North Carolina schrieb ab 1916 eine Reihe von Artikeln zu dem Thema. Er glaubte, dass die Bürger Mecklenburg Countys zwei verschiedene Resolutionen verabschiedet hatten, dass der Text der Mecklenburg Declaration nicht aus dem Gedächtnis verfasst und dass die Ereignisse, wie sie von Alexander 1819 geschildert wurden, prinzipiell richtig geschildert wurden. Seine Arbeit hierzu wurde 1960 von dem Journalisten V. V. McNitt in dem Buch Chain of Error and the Mecklenburg Declarations of Independence zusammengefasst und veröffentlicht.
Einer der stärksten und beinahe zeitgenössischen Nachweise für die Existenz der Mecklenburg Declaration ist ein Tagebucheintrag, der im Jahre 1904 entdeckt wurde. Der Eintrag ist nicht unterzeichnet noch datiert, aber es gibt Hinweise, dass der in deutscher Sprache verfasste Text 1783 in Salem in North Carolina von einem Händler namens Traugott Bagge stammt. Er schrieb: „Ich kann zum Ende des Jahres 1775 nicht unerwähnt lassen, dass sich bereits im Sommer dieses Jahres, im Mai, Juni oder Juli, das County Mecklenburg in North Carolina sich selbst als frei und unabhängig von England erklärt hat und Bestimmungen erlassen hat um sich selbst zu regieren, wie es auch der Kontinentalkongress später für alle tat. Der Kongress jedoch fand dieses Vorgehen verfrüht.“
Skeptiker argumentieren, dass der Eintrag lediglich nahelegt, dass Bagge acht Jahre nach den Ereignissen die Mecklenburg Resolves als Unabhängigkeitserklärung fehlinterpretierte. Henderson erklärte jedoch, dass der Tagebucheintrag sowohl die Erklärung, im Wortlaut „declared itself free and independent“ wie auch die Beschlüsse mit dem Ausdruck „arrangements for the administration of the laws“ nachweist.

## Stand der Debatte
Die Mecklenburg Declaration erhält heute kaum noch Aufmerksamkeit durch Historiker, die das Dokument generell als unecht betrachten. Falls die Erklärung in wissenschaftlichen Werken erwähnt wird, dann in der Regel nur, um ihre Authentizität anzuzweifeln. William S. Powell, der 1989 das Standardwerk North Carolina through Four Centuries verfasste, erwähnt die Mecklenburg Declaration nur in einer Fußnote. der Professor H.G. Jones setzte die Mecklenburger Unabhängigkeitserklärung in seinem Werk North Carolina Illustrated in ironisierende Anführungszeichen. Der Harvard Guide to American History aus dem Jahre 1954 führt die Mecklenburg Declaration unter der Überschrift „Falsche Deklarationen“.
Allan Nevins schrieb:

“Legends often become a point of faith. At one time the State of North Carolina made it compulsory for the public schools to teach that Mecklenburg County had adopted a Declaration of Independence on May 20, 1775 – to teach what had been clearly demonstrated an untruth.”

„Legenden werden oftmals eine Frage des Glaubens. Einst legte der Staat North Carolina fest, dass die öffentlichen Schulen zu unterrichten hätten, dass Mecklenburg County am 20. Mai 1775 die Unabhängigkeit erklärte – damit etwas zu unterrichten, das eindeutig als Unwahrheit bewiesen wurde.“

Im Jahre 1997 schrieb die Historikerin Pauline Maier:

“When compared to other documents of the time, the "Mecklenburg Declaration of Independence" supposedly adopted on May 20, 1775, is simply incredible. It makes the reaction of North Carolinians to Lexington and Concord more extreme than that of the Massachusetts people who received the blow. The resolutions of May 31, 1775, of which there is contemporary evidence, were also radical, but remain believable.”

„Verglichen mit anderen Dokumenten dieser Zeit, ist die angeblich am 20. Mai 1775 verabschiedete Mecklenburg Declaration of Independence einfach unglaubwürdig. Sie macht die Reaktion der North Carolinier auf [die Gefechte von] Lexington und Concord extremer als die der Menschen in Massachusetts, die den eigentlichen Schlag erhielten. Die Beschlüsse vom 31. Mai 1775, für die es zeitgenössische Beweise gibt, waren ebenfalls radikal, bleiben aber glaubwürdig.“

Trotz der überwiegenden wissenschaftlichen Haltung in der Frage der Authentizität der Mecklenburg Declaration, sagt der der Geschichtswissenschaftler Dan L. Morrill, dass der Glaube an das Dokument für manche Bürger North Carolinas nach wie vor wichtig sei. Er stellt fest, dass die Echtheit des Dokuments nicht vollständig widerlegt werden konnte.
Dan L. Morrill schrieb dazu:

“Eines bleibt festzustellen. Niemand kann schlüssig beweisen, dass die Mecklenburg Declaration of Independence eine Fälschung ist. Die dramatischen Ereignisse des 19. und 20. Mai könnten wirklich stattgefunden haben. Letztlich bleibt es eine Frage des Glaubens, nicht des Nachweises. Entweder man glaubt es oder man glaubt es nicht.”

„Let’s make one thing clear. One cannot demonstrate conclusively that the Mecklenburg Declaration of Independence is a fake. The dramatic events of May nineteenth and May twentieth could have happened. Ultimately, it is a matter of faith, not proof. You believe it or you don’t believe it.“

## Gedenken

Das Siegel North Carolinas trägt das Datum der Mecklenburg Declaration.

Die frühe Regierung North Carolinas war von der Echtheit der Mecklenburg Declaration überzeugt und behauptete, dass die North Carolinier die ersten Amerikaner gewesen seien, die sich von der britischen Krone losgesagt hätten. Daraus resultierte die Aufnahme des Datums in das Siegel und die Flagge des Staates. Es wurden Münzen geprägt, die an die Mecklenburg Declaration erinnern und die Geschichte der Ereignisse wurde in die Schulbücher der Grundschule aufgenommen. Ein Denkmal das an die Unterzeichner der Erklärung erinnert wurde am 20. Mai 1898 enthüllt und eine Gedenktafel fand am 20. Mai 1912 ihren Platz in der Rotunda des North Carolina State Capitol. Im Jahre 1881 erklärte die Regierung North Carolinas den 20. Mai zum offiziellen Feiertag, um an die Mecklenburger Unabhängigkeitserklärung zu erinnern. Der auch "Meck Dec Day" genannte Tag ist heute kein staatlicher Feiertag mehr und wird auch kaum noch beachtet.
Vier Präsidenten besuchten Charlotte, um an den Feierlichkeiten des Mecklenburg Day teilzunehmen: William Howard Taft (1909), Woodrow Wilson (1916), Dwight D. Eisenhower (1954) und Gerald Ford (1975). Im Bewusstsein um die Kontroverse um die Echtheit der Deklaration hoben die Präsidenten zwar die revolutionären Patrioten aus Mecklenburg County hervor, nahmen jedoch keine Stellung zu der Authentizität des umstrittenen Dokuments.
Das Motto des Davidson College in Davidson in Mecklenburg und Iredell County verweist mit den Worten „Alenda Lux Ubi Orta Libertas“ (lat. für Hegt Wissen dort wo die Freiheit sich erhob) auf die Mecklenburg Declaration.

### Historische Abhandlungen
- George W. Graham: Why North Carolinians Believe in the Mecklenburg Declaration of Independence of May twentieth, 1775. 2d edition revised and enlarged. Queen City Printing, Charlotte NC 1895.
- William Alexander Graham: The Address of the Hon. Wm. A. Graham on the Mecklenburg Declaration of Independence […]. E. J. Hale, New York NY 1875.
- Joseph Seawell Jones: A Defence of the Revolutionary History of the State of North Carolina. From the Aspersions of Mr. Jefferson. C. Bowen u. a., Boston MA u. a. 1834 (Making of modern law).

### Essays und Artikel
- Archibald Henderson: The Mecklenburg Declaration of Independence. In: The Journal of American History. 1912 (englisch, newrivernotes.com [abgerufen am 27. Oktober 2010]).
- Charles Phillips: May, 1775. In: North Carolina University Magazine. Mai 1853 (unsigniert).
- V. V. McNitt: Chain of Error and the Mecklenburg Declarations of Independence. Hampden Hills Press u. a., New York NY u. a. 1960 (englisch, cmstory.org [abgerufen am 27. Oktober 2010]).
- Alexander Samuel Salley Jr.: The Mecklenburg Declaration. The Present Status of the Question. In: The American Historical Review. Vol. 13, Nr. 1, Oktober 1907, S. 16–43.
- James C. Welling: The Mecklenburg Declaration of Independence. In: The North American Review. 118, Ausgabe 243, April 1874.
- Cradle of Liberty. Historical Essays Concerning the Mecklenburg Declaration of Independence. Mecklenburg County, North Carolina, May 20, 1775. Mecklenburg Historical Association, Charlotte NC 1955.